# Изола
 Изола (словен. Izola) y северозападној Истри је један од градова у Словенији и важно место словеначке Истре. То је и управно средиште истоимене општине Изола.

## Положај
Изола се налази у крајње југозападном делу Словеније, 110 km југозападно од престонице Љубљане.

## Природне одлике
Град је приморски, смештен на североисточној обали Јадрана. Град се сместио у Симоновском заливу. Иза града се издижу Баредовска брда.

## Историја
Подручје Изоле било је насељено од праисторије. До 19. века то је било место на острву (итал. Isola) близу копна, а већинско становништво су били Италијани.
Почетком 19. века острво се повезује са копном, али и поред тога долази до урушавања старе градске привреде.
Мурска Собота је више векова био у поседу Млетака, од 1797. године Хабзбурговаца. 1918. године Изола се прикључује Италији, да би од 1945. године припала Југославији. После тога већина италијанског становништва се исељава у матицу, а на њихово место се досељавају Словенци и други Југословени.
Од 1991. године Изола је у саставу Словеније.

## Становништво
Град Изола данас има преко 11.000 становника. Последњих година број становника у граду расте.
Етнички састав: Као и други градови словеначког приморја и Изола има значајну мањину несловеначког становништва (највише из других републике бивше Југославије). Мали део становништва су староседеоци-Италијани.
Према попису из 2002. године састав становника према матерњем језику убио је:
- Словенци - 69,13%,
- Хрвати - 26,57%,
- Италијани - 4,30%,
- Срби - 3,87%,
- остали.

## Привреда
Изола је привредно ослоњена на морски туризам, а постоје и мањи погони индустрије.

## Збирка слика
- Старо језгро Изоле
- Улица старе Изоле
- Градска римокатоличка црква
- Градски пристан

## Познате личности
- Дарко Миланич, словеначки фудбалер и тренер